# Kalāteh-ye Nāy
Kalāteh-ye Nāy (persiska: کلاته نای, Nā’ī) är en ort i Iran.   Den ligger i provinsen Razavikhorasan, i den nordöstra delen av landet, 700 km öster om huvudstaden Teheran. Kalāteh-ye Nāy ligger 1 089 meter över havet och antalet invånare är 125.
Terrängen runt Kalāteh-ye Nāy är huvudsakligen platt, men söderut är den kuperad.Runt Kalāteh-ye Nāy är det ganska glesbefolkat, med 23 invånare per kvadratkilometer. Närmaste större samhälle är Feyzabad, 18,8 km söder om Kalāteh-ye Nāy. Trakten runt Kalāteh-ye Nāy är ofruktbar med lite eller ingen växtlighet.